# Satyna

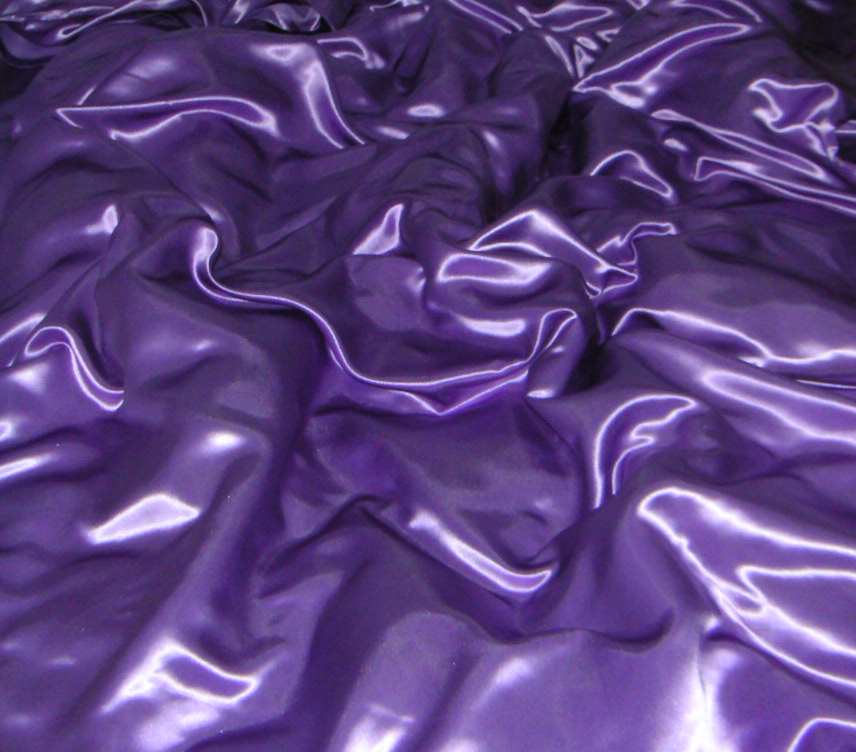
Satyna

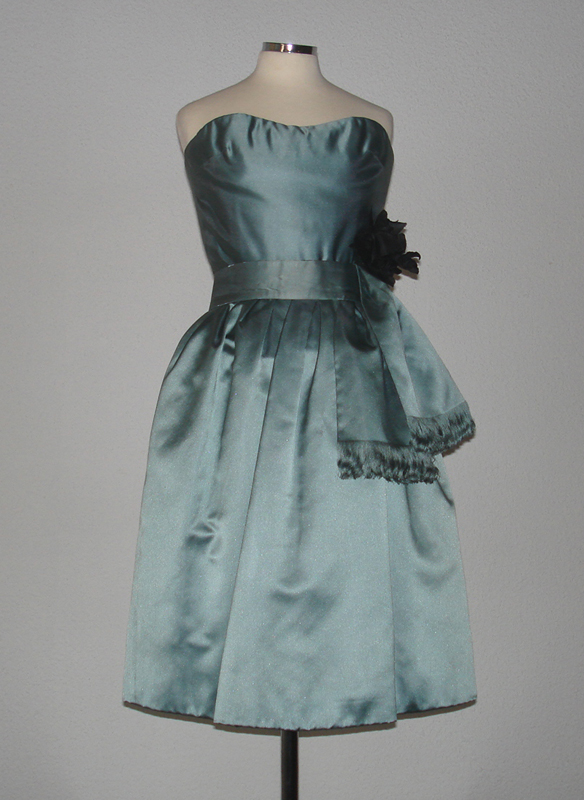
Sukienka z satyny, projekt Yves’a Saint Laurenta dla Diora, 1959

Satyna – rodzaj atłasu, tkanina najczęściej bawełniana, czasem jedwabna, której prawa (błyszcząca) strona ma splot atłasowy wątkowy. Używana głównie na sukienki i inną lekką odzież kobiecą oraz jako materiał podszewkowy.
W Europie zachodniej satyna wyrabiana od średniowiecza, początkowo w Niderlandach; do Polski importowana. Szerzej zaczęła być stosowana w wieku XIX. 
Nazwa tkaniny pochodzi od Zaiton, arabskiej nazwy chińskiego miasta Quanzhou, a do polszczyzny trafiła za pośrednictwem języka francuskiego, od słowa satin.